# Leptostigma setulosum
Leptostigma setulosum là một loài thực vật có hoa trong họ Thiến thảo. Loài này được (Hook.f.) Fosberg mô tả khoa học đầu tiên năm 1982.